# Yasser Seirawan
Yasser Seirawan (àrab: ياسر سيروان, Yāsir Sayrawān) (Damasc, Síria, 24 de març de 1960) és un jugador d'escacs estatunidenc, que té el títol de Gran Mestre. Ha estat quatre cops campió dels Estats Units, i va ser Campió del món juvenil el 1979. És també un reputat escriptor i comentarista d'escacs.
Tot i que roman inactiu des de juliol de 2012, a la llista d'Elo de la FIDE de desembre de 2014, hi tenia un Elo de 2620 punts, cosa que en feia el jugador número 9 dels Estats Units. El seu màxim Elo va ser de 2658 punts, a la llista de novembre de 2011 (posició 96 al rànquing mundial).

## Biografia
Yasser Seirawan va néixer a Damasc, Síria, fill de pare àrab i de mare anglesa, una infermera de Nottingham, lloc on ell va passar algun temps de petit. Als set anys, la família va emigrar a Seattle (Estats Units), on va estudiar a la McClure Middle School i posteriorment a la Garfield High School, i va perfeccionar el seu joc en un cafè (ja desaparegut) el Last Exit on Brooklyn, jugant contra forts rivals com el mestre d'origen letó Viktors Pūpols o el sis cops campió de l'estat de Washington James Harley McCormick.
En Seirawan està casat amb la Mestre de la FIDE Yvette Nagel, filla de l'expresident del partit polític Leefbaar Nederland, Jan Nagel.

## Resultats destacats en competició

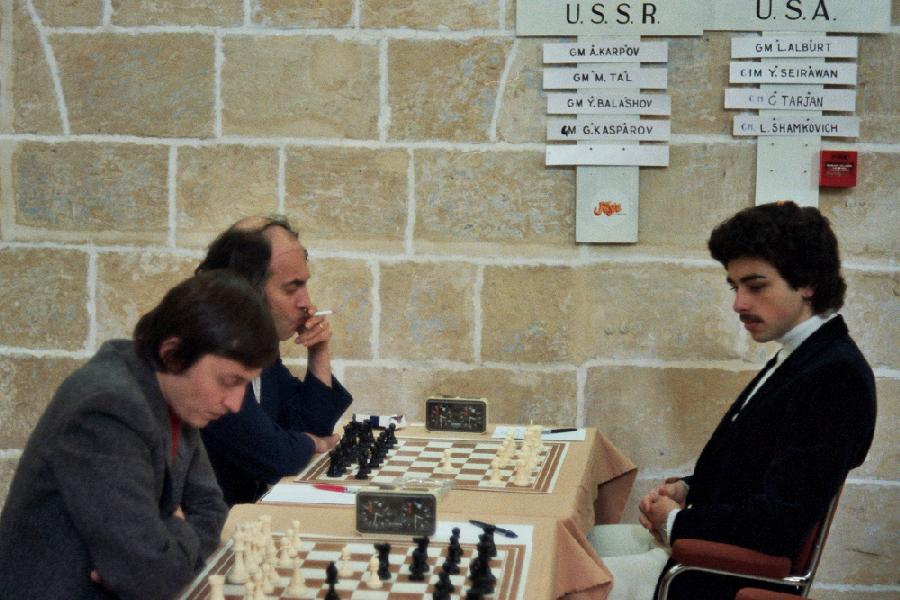
Seirawan (a la dreta de la foto) jugant contra Mikhaïl Tal a l'olimpíada de La Valletta 1980. A la dreta de Tal, el campió del món regnant, Anatoli Kàrpov.

Seirawan va començar a jugar als escacs als 12 anys; als 13 va esdevenir campió juvenil de Washington. Als 19 va guanyar el Campionat del món juvenil; l'any anterior, el setembre de 1978 en la mateixa competició a Graz, Àustria, hi havia estat catorzè (el campió fou Serguei Dolmatov). En aquella època va guanyar també una partida contra Víktor Kortxnoi, qui llavors el va convidar a Suïssa, on en Kortxnoi s'estava entrenant per al seu matx pel títol mundial contra Anatoli Kàrpov.
Durant molts anys va ser l'editor en cap de la revista Inside Chess la qual posteriorment va passar a ser editada només per internet, i més tard encara, va esdevenir tot just una columna al lloc web ChessCafe.com.
El 1978 empatà al primer lloc en la 6a edició del World Open a Filadèlfia, amb 7½ punts de 9 possibles.
El 1985 fou segon al Torneig Interzonal de Biel, rere Rafael Vaganian, i per davant d'Andrei Sokolov i de Nigel Short; tots quatre es classificaren per al Torneig de Candidats que es disputaria a Montpeller el 1986. El 1986, al Torneig de Candidats de Montpeller, hi va tenir una mala actuació, i fou 10è (de 16 jugadors), quedant eliminat del cicle pel campionat del món. Va participar en el Torneig Interzonal de Manila de 1990, on hi acabà en el lloc 18è amb 7.5/13 punts.
El 1999, en Seirawan va jugar un matx a deu partides contra Michael Adams a les Bermudes, que acabà empatat (+2 –2 =6).
El 2001, en Seirawan va impulsar un pla per reunificar el món dels escacs, que en aquell moment tenia dos campions del món: Ruslan Ponomariov, qui havia guanyat el títol sota els auspicis de la FIDE, i Vladímir Kràmnik, qui havia batut en Garri Kaspàrov pel títol de Campió del món clàssic. El pla pretenia fer un matx entre Ponomariov i Kaspàrov (el número u mundial), i un altre entre Kràmnik i el guanyador del Torneig de Dortmund de 2002 (que va ser Péter Lékó). Els guanyadors d'aquests matxs haurien de jugar-ne llavors un altre per decidir qui seria el campió del món indiscutit. El pla va ser signat per totes les parts el 6 de maig de 2002, en el que fou anomenat "Acord de Praga". El matx Kràmnik-Leko es va disputar (va acabar en empat, amb en Kràmnik retenint el seu títol); en canvi, el matx Kaspàrov-Ponomariov fou finalment cancel·lat el 2003, i el pla va quedar sense efecte després que el setembre-octubre de 2006 es disputés el Campionat del món d'escacs de 2006 entre Kràmnik i Vesselín Topàlov, que va servir per reunificar la corona mundial.
Després d'una sèrie d'esdeveniments escaquístics en què Seirawan participà a la Xina durant el setembre de 2003, algunes fonts indicaven que es retirava dels escacs professionals. A la llista d'Elo de la FIDE de juliol de 2007, hi tenia un Elo de 2634, cosa que el situava en el top 100 mundial, i en feia el quart millor jugador estatunidenc (rere Hikaru Nakamura, Gata Kamsky i Alexander Onischuk).
El 2007 Yasser Seirawan va fer pública una seva variació dels escacs, anomenada Seirawan chess, la qual es va dedicar a promocionar arreu del món. El primer esdeveniment de promoció fou una exhibició de simultànies el 31 de març de 2007 a Vancouver, Canadà.

## Llibres
Yasser Seirawan ha escrit molts llibres sobre escacs, i en particular, la popular sèrie "Winning Chess" (conjuntament amb el MI Jeremy Silman):
- Play Winning Chess - Introducció als escacs i estratègies bàsiques
- Winning Chess Tactics - Introducció a la tàctica
- Winning Chess Strategies - Com aprofitar els petits avantatges i estratègies per assolir-ho
- Winning Chess Openings - Breu descripció de les obertures més populars, i d'estratègies d'obertura
- Winning Chess Endings - Introducció al final
- Winning Chess Brilliancies - Partides brillants, comentades per l'autor
- Winning Chess Combinations - Com reconèixer els principals temes de combinació

La sèrie "Winning Chess" fou publicada originalment per Microsoft Press, però actualment ho fa Everyman Chess.
- Chess on the Edge (amb Bruce Harper) - col·lecció de partides del GM Duncan Suttles, publicada per Chess'n Math Association el març de 2008.
- Chess Duels: My Games with the World Champions, 2010, Everyman Chess, 978-1857445879